# Compresselater
Compresselater là một chi bọ cánh cứng trong họ 
Elateridae.
Chi này được miêu tả khoa học năm 2006 bởi Platia & Gudenzi.

## Các loài
Chi này có các loài:
- Compresselater bicolor Platia & Gudenzi, 2006